# 同志社大学生持続化給付金詐取事件
同志社大学生持続化給付金詐取事件（どうししゃだいがくせいじぞくかきゅうふきんさしゅじけん）は、日本で起きた組織的に行われていた持続化給付金詐欺事件。

## 概要

### 事件の発覚
2020年10月20日に同志社大学に通う大学生が詐欺の容疑で逮捕された。当時の日本では新型コロナウイルスの影響により売上が落ちた事業者を支援する持続化給付金という制度が設けられていた。この逮捕された大学生は知り合いの大学生2人の名義を使い、新型コロナウイルスの影響で売上が落ちたと虚偽の申請書類を提出して持続化給付金を詐取するという詐欺行為を行っていた。この逮捕された大学生は同じサークルに所属する大学生などにも給付金を申請するよう勧誘していたとみられ、すでに逮捕されている佐賀県在住の自称会社員の男ら4人のグループで勧誘役をしていたという。警察には京都市内の大学に通う大学生から持続化給付金の詐取に関する相談が複数寄せられていた。
10月22日に放送された石田純一がコメンテーターを務める『斉藤一美 ニュースワイドSAKIDORI!』でこの詐欺事件が取り上げられる。石田純一はこの事件について、持続化給付金の制度設計が不備であり荒っぽい感じであるということを指摘する。日本人の倫理観が下がってきており、持続化給付金というのはみんなの税金であり、それを不正に受給するという感覚がおかしいということも指摘する。このような犯罪を犯せば日本ではほぼ捕まるわけであり、将来のことを考えればこのようなことをするのはもったいなく、若い人には特に気を付けるということを求める。

### 事件の詳細
この逮捕された大学生というのは、学生サークルを通じて知人に個人事業主を装わせて、新型コロナウイルスの影響で収入が半減したと偽って持続化給付金を詐取させていた。そして詐取させられていた人はその詐取した金額の半分以上を逮捕された大学生らに巻き上げられていた。
この逮捕された大学生というのは十数人に持続化給付金の虚偽申請を持ちかけていた。この事件ではこの逮捕された大学生が関係した不正受給だけで被害額は1000万円を超えるという規模であった。この事件というのは不正受給をさせられていた人が警察に相談したことから、組織的な犯行であったということが明らかになっていた。そして持続化給付金というのは緊急なものだったために審査が甘く不正受給をすることができていた。